# Álvaro de Castro (1525)
Álvaro de Castro (Almada, 1525 — 1576) foi um aristocrata e militar, que se destacou no Cerco de Diu e como diplomata.
Foi senhor de Penedono e de Fonte Arcada, assim como, o 5.º capitão do donatário da ilha do Faial e da ilha do Pico, cargo que exerceu de 1553 até 1559. Anteriormente esta capitania esteve nas mãos de Manuel de Utra Corte Real. Depois, seguido no cargo por D. Francisco de Mascarenhas.

## Biografia
Foi capitão-mor do mar da Índia, conselheiro régio e, no reinado de D. Sebastião, embaixador em Roma (1562-1564) e em Madrid (1570), vedor da Fazenda (1573)..
Em 1550, Manuel Dutra Corte-Real, filho de Jorge Dutra e Isabel Corte Real, neto de Joos van Hurtere, deslocou-se a Lisboa para pedir a confirmação da sucessão na capitania das ilhas do Faial e Pico. Recebeu efectivamente a mercê, mas, acabou por ser preso devido a questões relacionadas com o seu casamento e morreu em Santarém em 1553. Com a sua morte, e sendo os filhos do seu casamento com Maria Vicente, uma plebeia, considerados como excluídos da herança das capitanias, estas foram declaradas vagas e incorporadas nos bens da Coroa. Nesse mesmo ano de 1553, as capitanias foram doadas a D. Álvaro de Castro, de acordo com a Lei Mental, como mercê pelos serviços prestados em Diu pelo próprio, seu pai e seu irmão, D. Fernando de Castro.
Contudo, em 1559, o novo capitão renunciou à capitania e permutou-a pelo senhorio da vila de Fonte Arcada, pelos quintos concelhios de Horta e Paredes e pelos foros do concelho de Paradas do Souto, nunca chegando a visitar as ilhas.

## Dados genealógicos
Filho do vice-rei da Índia D. João de Castro e de D. Leonor Coutinho.
Casou com D. Ana de Ataíde, filha de D. Luís de Castro, senhor da casa de Monsanto, e de D. Violante de Ataíde.
De uma relação extraconjugal, foi pai de:
- João de Castro (historiador), sebastianista e grande apoiador de D. António, prior do Crato[8].